# Stadion republiky Vazgena Sargsjana
Stadion republiky pojmenovaný podle Vazgena Sargsjana (arménsky Վազգեն Սարգսյանի անվան Հանրապետական մարզադաշտ) zkráceně Stadion republiky nebo také stadion Hanrapetakan je víceúčelový sportovní stadion v hlavním městě Arménie Jerevanu, na němž hrají své domácí zápasy arménské kluby FC Pjunik Jerevan a Ulisses FC a také arménská fotbalová reprezentace. Byl postaven v roce 1953. Má kapacitu 14 968 diváků.
Nejdříve se stadion jmenoval „Dinamo“. V roce 1999, po zavraždění bývalého arménského premiéra Vazgena Sargsjana byl oficiálně přejmenován na „Stadion republiky pojmenovaný podle Vazgena Sargsjana“.

## Galerie

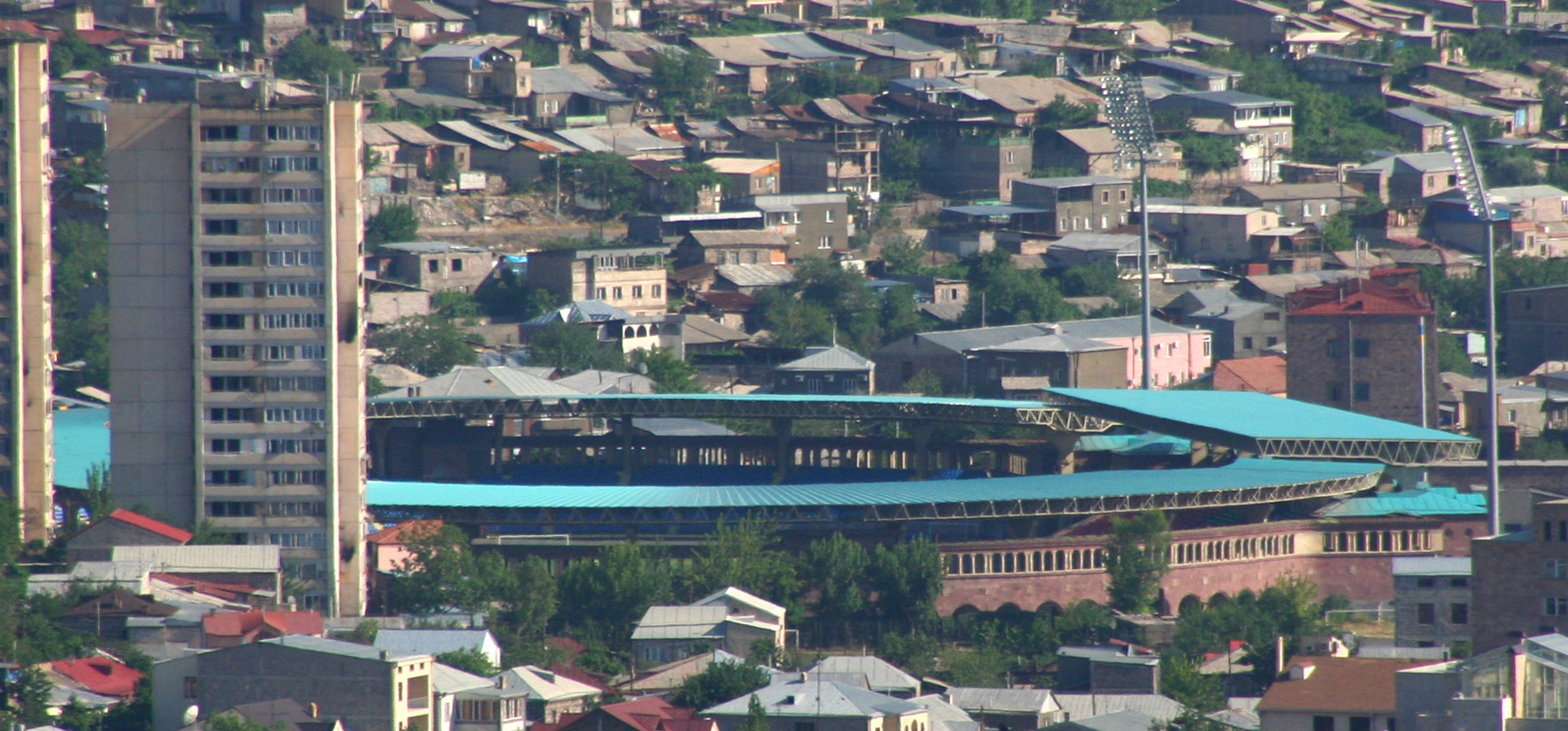
Pohled na stadion.
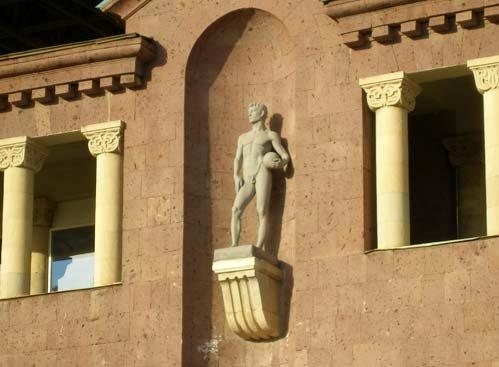
Sochy na zdech stadionu.
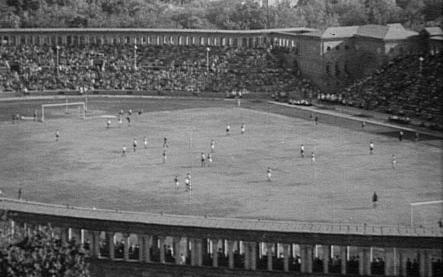
Starý stadion „Dinamo“.